# Nicușor Dan
Nicușor Daniel Dan [ˌnikuˈʃor daˈnjel dan]IPA (* 20. prosince 1969 Făgăraș) je rumunský aktivista, matematik, politik, bývalý poslanec parlamentu, bývalý předseda Unie záchrany Rumunska (USR) a od 26. května 2025 sedmý prezident Rumunska. Od října 2020 do května 2025 byl starostou rumunského hlavního města Bukurešti.
V prezidentských volbách v Rumunsku v roce 2025 skončil se ziskem téměř 21 % hlasů v prvním kole voleb na druhém místě a ve druhém kole voleb se tak utkal s Georgem Simionem. Toho porazil a stal se tak novým prezidentem země.

## Kontroverze
V létě roku 2017 odstoupil z vedení USR a posléze vystoupil i ze strany,  protože se postavil proti ústavnímu dodatku umožňujícímu sňatky osob stejného pohlaví.
V srpnu 2023 ho deník Times of Israel obvinil z antisemitismu poté, co zdržoval výstavbu muzea holocaustu v Bukurešti kvůli sporu o jeho umístění.

## Soukromý život
Žije se svou dlouholetou přítelkyní Mirabelau, která pracuje jako jednatelka automobilky Renault. V květnu 2016 se jim narodila dcera a v květnu 2022 syn.